# Port de Constanța
El port de Constanța es troba a Constanța, Romania, a la costa occidental del mar Negre, a 179 milles nàutiques (332 km) de l'estret del Bòsfor i 85 nmi (157 km) del ramal de Sulina, per on el riu Danubi desemboca al mar.
En cobreix 3.926 ha, de les quals 1313 ha és terreny i la resta, 2.613 ha és aigua. Els dos espigons situats al nord i al sud aixopluguen el port, creant les condicions més segures per a les activitats portuàries. La longitud actual de l'escullera nord és de 8.344 m i l'escullera sud és de 5.560 m. El port de Constanța és el més gran del mar Negre i el 17è més gran d'Europa.
La posició geogràfica favorable i la importància del Port de Constanța es subratlla per la connexió amb dos corredors de transport paneuropeus: IV (ferrocarril i autopista d'alta velocitat) i el Corredor Paneuropeu VII (Danubi). Els dos ports satèl·lit, Midia i Mangalia, situats no gaire lluny del port de Constanța, formen part del sistema portuari marítim romanès sota la coordinació de la Maritime Ports Administration SA.

## Història
La història del port està molt relacionada amb la història de Constanța. Tot i que Constanța es va fundar al segle ii, l'antiga colònia grega de Tomis es va fundar al segle vi aC. La ciutat-port es va organitzar com un empori per facilitar el comerç entre els grecs i els pobles locals. La influència grega es manté fins al segle I aC, quan el territori entre el Danubi i el mar Negre va ser ocupat pels romans. Els primers anys de la governació romana van ser registrats per Ovide, que va ser exiliat a Tomis per motius desconeguts. En els cent anys següents el port va tenir un desenvolupament substancial i la ciutat canvia el seu nom pel de Constanța en honor a l'emperador romà Constantí I.
A l'època bizantina l'evolució del port s'atura a causa de les freqüents invasions de la gent migratòria, el comerç s'anava esvaint i els comerciants buscaven altres mercats més segurs com Venècia o Gènova però moltes construccions al port mantenen el nom de genoves a la memòria dels comerciants de la ciutat italiana. Després d'un breu període en què el port estava sota domini romanès, la regió de Dobruja va ser ocupada per l'Imperi Otomà. El 1857, les autoritats turques van llogar el port i el ferrocarril de Cernavodă – Constanța a la companyia britànica Danube and Black Sea Railway i Kustendge Harbour Company Ltd.
La construcció del port va començar el 16 d'octubre de 1896, quan el rei Carol I va posar el primer pas per a la construcció i modernització del port. Les obres de construcció es van iniciar amb l'ajuda de l'enginyer romanès IB Cantacuzino, i els desenvolupaments posteriors van ser atribuïts a Gheorghe Duca i Anghel Saligny. El port es va acabar i va obrir per primera vegada l'any 1909 i disposava d'unes instal·lacions adequades per a aquella època, amb 6 conques d'emmagatzematge, diversos dipòsits de petroli i sitges de gra. Amb aquestes instal·lacions, el port va operar 1,4 milions de tones de càrrega el 1911. Entre les dues guerres mundials, el port estava equipat amb un assecador de blat de moro i un dic flotant ; es va construir un nou edifici per a l'administració portuària i es va establir una borsa. El 1937, la quantitat de càrrega manipulada era de 6.200.000 tones (6.100.000 tones long; 6.800.000 tones short).
A partir de l'any 1967, el port es va ampliar cap al sud. La construcció del canal Danubi-Mar Negre, inaugurat el 1984, va tenir un paper important en el desenvolupament del port. Després de l'obertura del canal, el port va créixer molt ràpid i després de dues dècades va ocupar una superfície de 3.900 hectàrees. El màxim de trànsit de mercaderies es va assolir l'any 1988, quan el port va gestionar 62.200.000 tones (61.200.000 tones long; 68.600.000 tones short) de càrrega. Després de la revolució romanesa de 1989, el port va esvair d'importància per a l'economia romanesa, el trànsit es va reduir i l'any 2000 el port va registrar el seu trànsit més baix des de la Segona Guerra Mundial de 30 milions de tones de càrrega. El trànsit va començar a créixer de nou a partir del 2003 i va assolir un rècord de 61.838.000 tones (60.861.000 tones long; 68.165.000 tones short) el 2008, el segon trànsit de càrrega més gran de la història del port. Les terminals més recents van entrar en servei l'any 2004 (terminal de contenidors), 2005 (terminal de passatgers) i 2006 (terminal de barcasses).

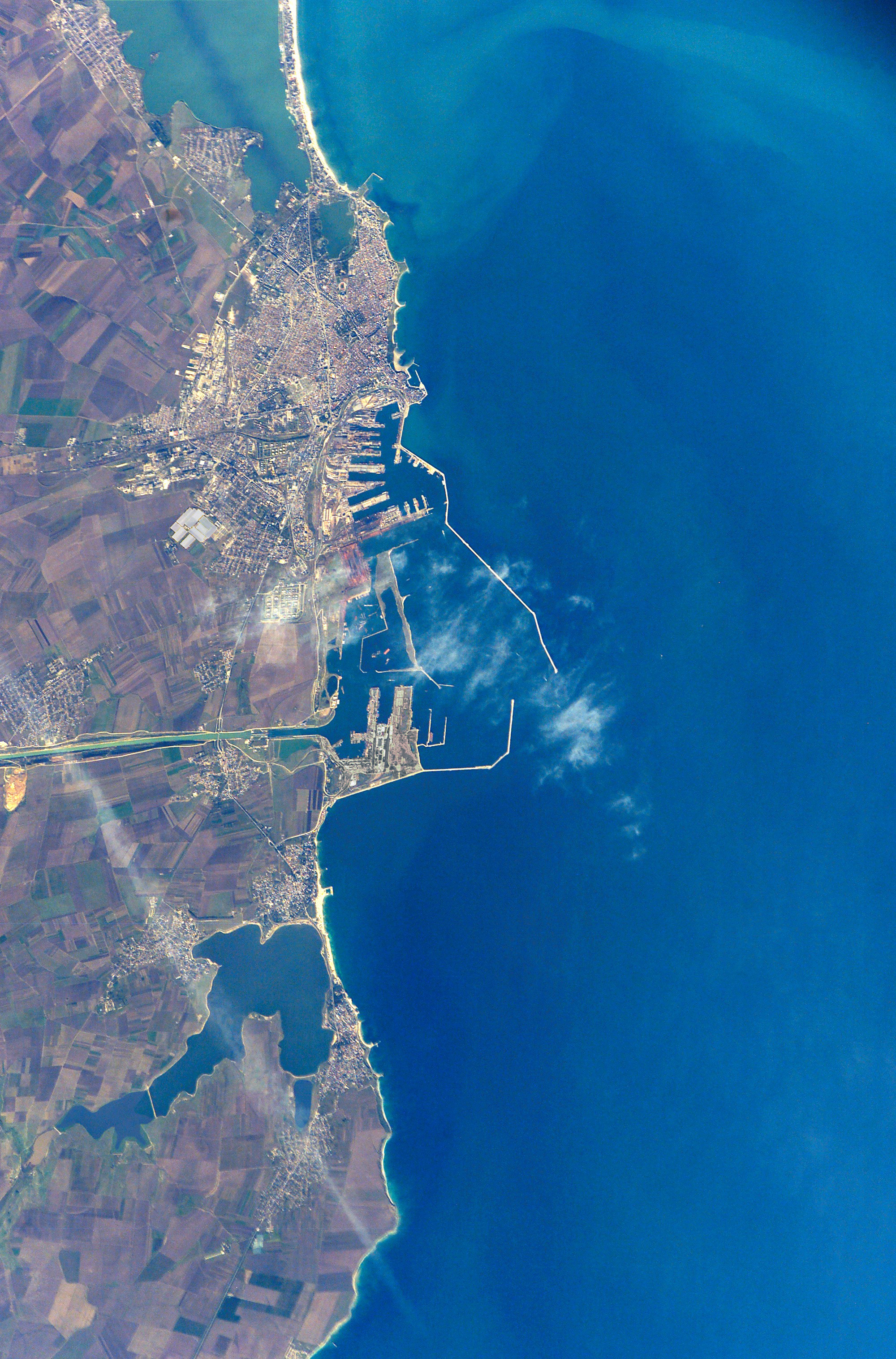
Constanţa des de l'espai, octubre de 2002

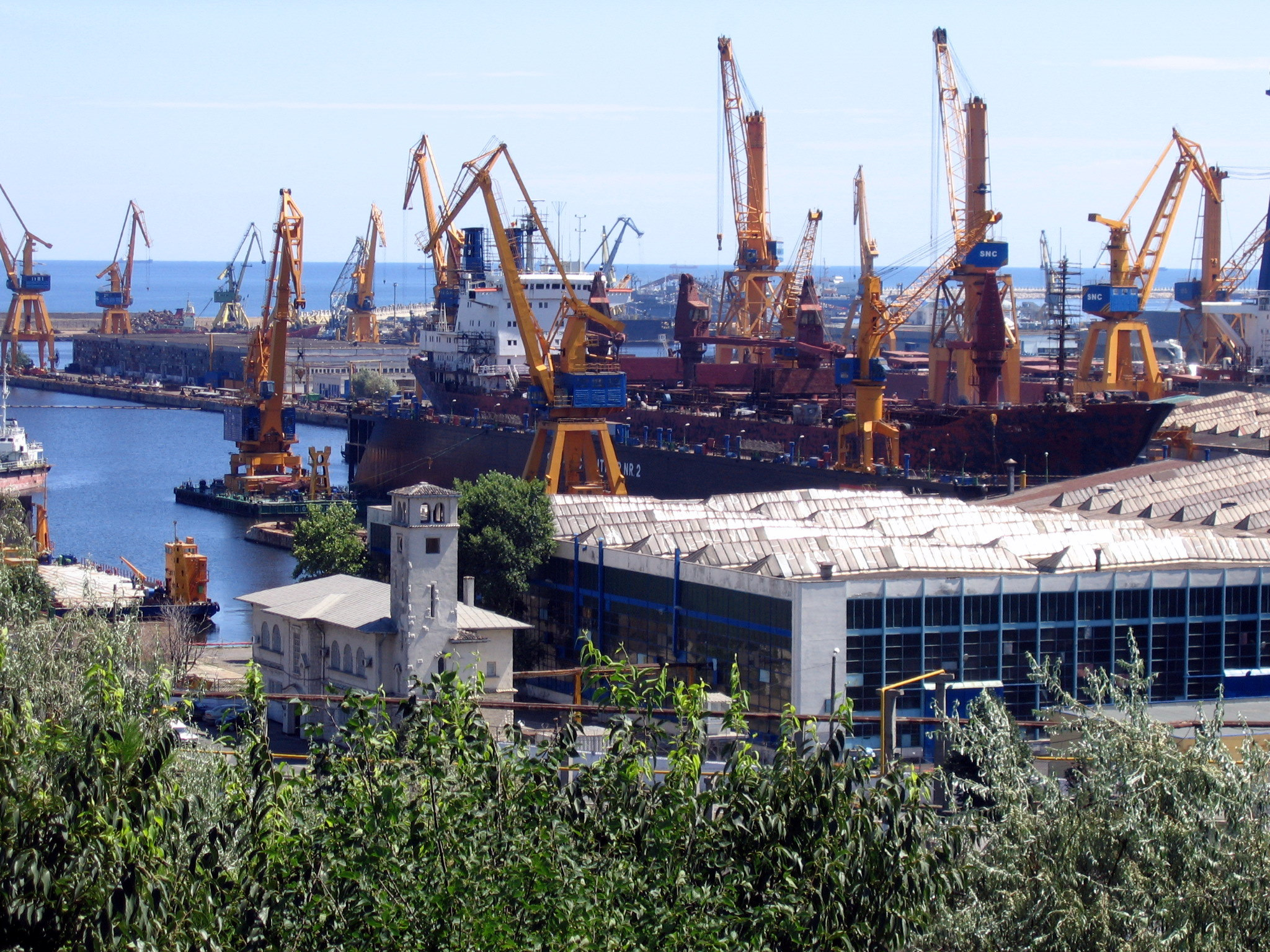
Drassana Constança

## Operacions
El port de Constanța té una capacitat de manipulació de 100.000.000 tones (98.000.000 tones long; 110.000.000 tones short) anuals i 156 atracades, dels quals 140 estan operatius. La longitud total del moll és de 29,83 quilòmetres, i les profunditats oscil·len entre els 8 i els 19 metres. Aquestes característiques són equiparables a les que ofereixen els ports europeus i internacionals més importants, permetent l'allotjament de vaixells cisterna amb una capacitat de 165,000 tones i granelers de 220,000 DWT.
El port de Constanța és alhora un port marítim i fluvial. Cada dia, més de 200 vaixells fluvials es troben al port per a la càrrega o descàrrega de càrrega o esperant per ser operats. La connexió del port amb el riu Danubi es fa a través del canal Danubi-Mar Negre, que representa un dels principals punts forts del port de Constanța. Importants quantitats de càrrega es transporten per riu, entre Constanta i països d'Europa central i oriental: Bulgària, Sèrbia, Hongria, Àustria, Eslovàquia i Alemanya. El trànsit fluvial és molt important per al Port de Constanța, amb una quota del 23,3% del trànsit total l'any 2005, quan 8.800 vaixells fluvials van fer l'arribada al port.

## Connexions
La xarxa ferroviària del port de Constanța està connectada amb la xarxa ferroviària romanesa i europea, sent el port de Constanța un punt d'inici i final del corredor IV, un corredor paneuropeu. Els serveis de trens les 24 hores del dia porten grans volums de càrrega a les zones econòmiques més importants de Romania i Europa de l'Est, sent el Port de Constanța també un important node de transport del Corredor TRACECA, que proporciona la connexió entre Europa, el Caucas i l'Àsia central. La longitud total dels ferrocarrils al port és de 300 km.
Les deu portes del port de Constanța estan connectades amb la xarxa de carreteres romanesa i europea mitjançant les carreteres nacionals DN39 i DN39A i l'autopista A4. La connexió amb el Corredor IV té una importància estratègica, enllaçant el Port de Constanța amb els països sense litoral d'Europa central i oriental. El port de Constanza també es troba a prop del corredor IX, passant per Bucarest. La longitud total de les carreteres del port és de 100 km.
La terminal petroliera té set molls operatius. Els molls permeten atracar vaixells de fins a 165,000 Capacitat La connexió entre les granges d'emmagatzematge i els molls es realitza mitjançant un 15 km Xarxa de canonades subterrànies i subterrànies. La longitud total de les canonades és de 50 km. El port de Constanța està connectat al sistema nacional de gasoductes i a les principals refineries romaneses. El port també és un punt d'inici i final del gasoducte paneuropeu dissenyat per al transport de petroli rus i caspi a Europa central.

## Ports satèl·lit

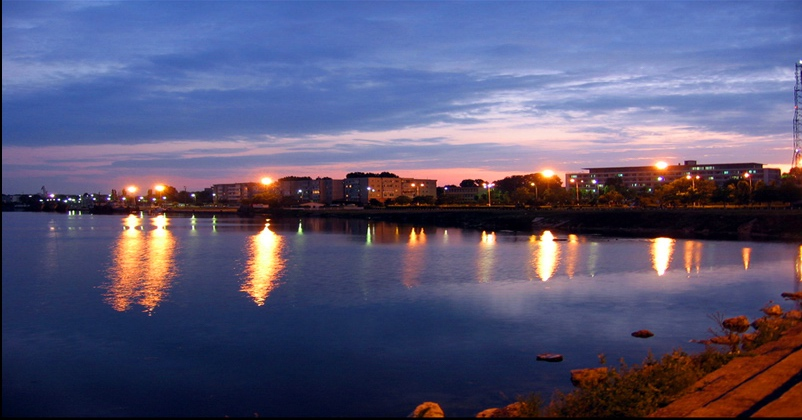
Port de Mangalia

Els dos ports satèl·lit de Constanța són Midia, situat al 25 km al nord del complex de Constanța i Mangalia, 38 km al sud. Tots dos compleixen una funció vital en el pla global per augmentar l'eficiència de les instal·lacions del port principal, i tots dos s'enfronten a millores contínues per tal de satisfer les creixents demandes dels propietaris de càrrega. L'any 2004 el trànsit assolit pels dos ports satèl·lit va ser del 3% del trànsit general, el 97% el va aconseguir el Port de Constanța.
El Port de Midia es troba a la costa del mar Negre, a uns 13.5 nmi (25.0 km) al nord de Constanța. Els espigons nord i sud tenen una longitud total de 6,7 km. El port cobreix 834 ha dels quals 234 ha és terra i 600 ha és aigua. Hi ha 14 atracades (11 atracades operatives, tres atracades pertanyen a la drassana Constanța) amb una longitud total de 2.24 km (1.39 mi). A partir de les operacions de dragatge realitzades, les profunditats del port s'incrementen a 9 m (30 ft) als molls de descàrrega de cru 1-4, permetent l'accés als vaixells cisterna amb un 8,5 m calat màxim i 20,000 DWT.
El port de Mangalia està situat al mar Negre, prop de la frontera sud amb Bulgària, i més de 260 km al nord d'Istanbul. Cobreix 142,19 ha dels quals 27,47 ha és terra i 114,72 ha és aigua. Els espigons nord i sud tenen una longitud total de 2,74 km. Hi ha 4 places (2 operatives) amb una longitud total de 540 m. La profunditat màxima és de 9 m.

## Estadístiques
El 2016 el Port de Constanța va gestionar un trànsit total de 59.424.821 tones (58.486.297 tones long; 65.504.652 tones short) de càrrega i 711.339 unitats equivalents de vint peus (TEU). El port és el principal centre de contenidors del Mar Negre i totes les línies directes entre Àsia i el Mar Negre passen a Constanța. Això es deu a l'eficiència de la terminal de contenidors Constanţa South (CSCT), operada per DP World, i a la posició natural del port amb aigües profundes (fins a 18,5 m) i un enllaç directe amb el Danubi. Els principals operadors portuaris són AP Moller-Maersk Group, APM Terminals, Dubai Ports World, SOCEP, Oil Terminal SA i Comvex.

## Terminals

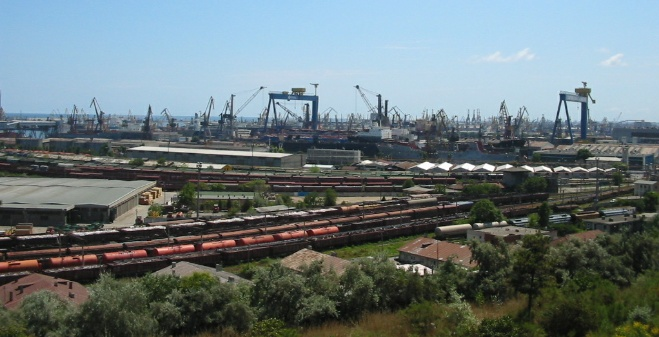
Drassana Constança

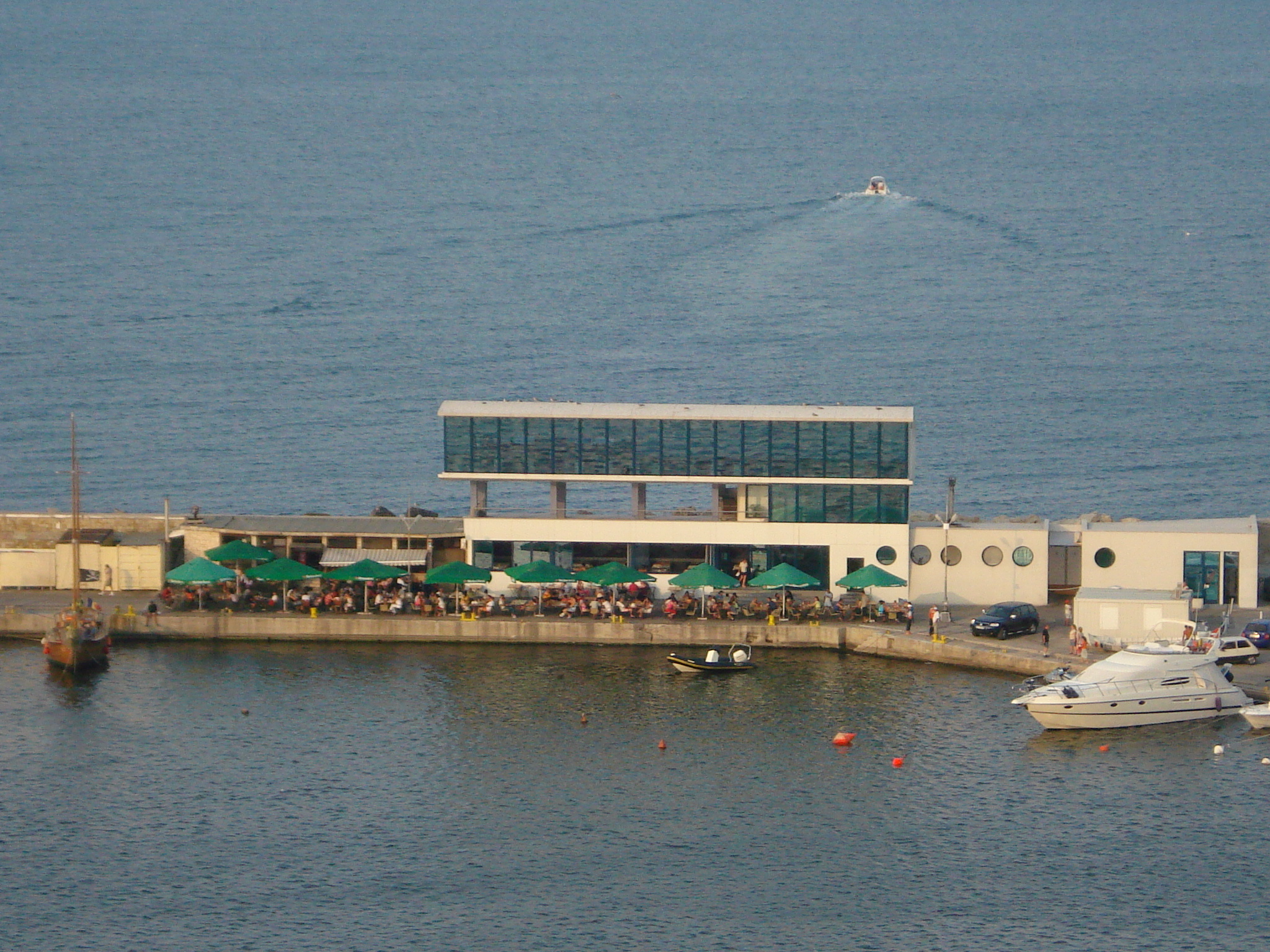
Port de Tomis

La capacitat de trànsit anual de la terminal de 24.000.000 tones (24.000.000 tones long; 26.000.000 tones short) per a la descàrrega i de 10.000.000 tones (9.800.000 tones long; 11.000.000 tones short) gasoil en cru, de càrrega especial per a la importació de petroli, crus especials), gas i exportació de productes refinats i productes químics. La terminal té nou atracades i l'operador principal és Oil Terminal SA. Rompetrol va invertir 175 milions de dòlars en una nova terminal petroliera acabada el 2008, amb una capacitat anual de 24.000.000 tones (24.000.000 tones long; 26.000.000 tones short).
Hi ha dues terminals especialitzades que operen mineral de ferro, bauxita, carbó i coc amb 13 atracades, una capacitat d'emmagatzematge de 4.700.000 tones (4.600.000 tones long; 5.200.000 tones short) simultàniament i una capacitat de trànsit anual d'unes 27.000.000 tones (27.000.000 tones long; 30.000.000 tones short). La terminal disposa de 10 atracades amb instal·lacions d'emmagatzematge de fòsfor de 36.000 tones (35.000 tones long; 40.000 tones short), urea 30.000 tones (30.000 tones long; 33.000 tones short) i productes químics 48.000 tones (47.000 tones long; 53.000 tones short) La capacitat de trànsit anual és de 4.200.000 tones (4.100.000 tones long; 4.600.000 tones short). Hi ha dues terminals de cereals a Constanța Nord i Constanța Sud, amb una capacitat de trànsit anual total de 5,000,000 tones (4,900,000 tones long; 5,500,000 tones short). Constanța North Terminal té cinc atracades, una capacitat d'emmagatzematge de 1.080.000 tones (1.060.000 tones long; 1.190.000 tones short) l'any i una capacitat de trànsit anual de 2.500.000 tones (2.500.000 tones long; 2.800.000 tones short). La terminal sud de Constanța té un atracada, una capacitat d'emmagatzematge d' 1.000.000 tones (980.000 tones long; 1.100.000 tones short) l'any i una capacitat de trànsit anual de 2,5 milions de tones. Per als productes refrigerats, la terminal té un atracada i una capacitat d'emmagatzematge anual de 17,000 tones (17.000 tones long; 19.000 tones short). La terminal té un atracada, els olis orgànics s'emmagatzemen en set dipòsits d'emmagatzematge de 25.000 tones (25.000 tones long; 28.000 tones short) cadascun, i la melassa es descarrega directament en vaixells, vagons o camions cisterna.
Per al ciment i els materials de construcció, hi ha dues terminals amb set atracades i una capacitat d'emmagatzematge de 40.000 tones i una capacitat de trànsit anual de 4 milions de tones. També hi ha una terminal privada de ciment operada per una empresa espanyola Ceminter International amb una capacitat de trànsit anual d'1 milió de tones. Hi ha una terminal de fusta construïda l'any 2006 amb un atracada i una capacitat de trànsit anual de 600.000 tones (590.000 tones long; 660.000 tones short) per any, o 850.000 metres cúbics (30.000.000) per any, operat per Kronospan.
Hi ha dues terminals roll on roll off (roro) amb dos atracades, una a Constanța Nord amb emmagatzematge per a 4.800 vehicles i una a Constanța Sud amb emmagatzematge per a 1.800 vehicles. També hi ha una terminal privada RORO només per a automòbils operada per Romcargo Maritim amb una capacitat d'emmagatzematge per a 6.000 automòbils que cobreix una superfície de 2,5 ha a Constanța Nord. La terminal del ferri té un atracada utilitzat per a la càrrega i descàrrega de vagons de ferrocarril, locomotores i camions. La terminal té una capacitat de trànsit anual d'1 tona (0,98 tones long; 1,1 tones short). Hi ha dues terminals de contenidors amb 14 atracades, una a Constanța Nord amb dos atracades i una superfície d' 11,4 ha, i un a Constanța Sud amb 12 atracades amb la terminal de contenidors més important de Constanța South.
Hutchison Whampoa està interessat a invertir al voltant de 80 milions de dòlars EUA en una nova terminal de contenidors de 650-700.000 unitats equivalents a vint peus (TEU) ubicada a Constanța Sud en un 35 ha parcel·la de terra. El terminal estarà acabat el 2010.
La terminal de passatgers situada a Constanța Nord té una capacitat de trànsit anual de 100.000 persones. L'any 2014, el port va ser visitat per 92 vaixells de passatgers que tenien a bord uns 69.910 turistes.
La terminal de barcasses té un atracada i es troba al sud de Constanța, a la riba oriental del canal Danubi-Mar Negre. El llit és 1,2 km llarg i l'aigua té set metres de profunditat. La terminal de remolcadors té un atracada i es troba al sud de Constanța, a la riba occidental del canal Danubi-Mar Negre. L'atracada és de 300 m llarg i l'aigua té cinc metres de profunditat. Ambdues terminals tenen una capacitat de trànsit anual de 10.000.000 tones (9.800.000 tones long; 11.000.000 tones short).
L'any 2010 Octagon Gas va obrir la terminal de gas liquat de petroli (GLP) més gran de Romania al Port de Midia, després d'una inversió inicial de 12 milions d'euros. La terminal ocupa una superfície de 24.000 m2 i té una capacitat d'emmagatzematge de 4.000 m3 en 10 dipòsits d'emmagatzematge de 400 m3 cadascun. La terminal també va suposar la construcció d'un nou 120 m atracada llarga.